# Карл Кауфман
Карл Отто Курт Кауфман (нім. Karl Otto Kurt Kaufmann; 10 жовтня 1900, Крефельд — 4 грудня 1969, Гамбург) — партійний і державний діяч Третього Рейху, гауляйтер Рура (20 червня 1926 — 30 вересня 1928) і Гамбурга (15 квітня 1929 — 8 травня 1945), рейхсштатгальтер і голова земельного уряду Гамбурга (16 травня 1933 року — 8 травня 1945) Гамбурга, почесний обергруппенфюрер СС (30 січня 1943).

## Біографія
Карл Кауфман народився в родині власника пральні. Після навчання в школі і в Вищому реальному училищі в Ельберфельді (сучасний Вупперталь) працював підсобним робітником в сільському господарстві. Незадовго до закінчення Першої світової війни в 1918 році він був покликаний в армію і відправлений на фронт, служив у піхоті і авіації. У 1919 році входив до складу «бригади Ергарда», складової частини Добровольчого корпусу. З 1920 року — член «Сталевого шолома», штурмових батальйонів, «Охоронного союзу». З 1921 року - у складі добровольчого корпусу. У 1921 році вступив в НСДАП (29 серпня 1935 року одержав партквиток № 95), один з творців нацистської організації в Рурі. Учасник Каппського путчу, був заарештований, але незабаром звільнений.
З липня по 26 вересня 1925 року разом з Йозефом Геббельсом і Віктором Лютце очолював гау Рейнланд-Північ, з 7 березня - 19 червень 1926 року разом з Геббельсом і Францем Пфеффером фон Заломоном - гау Рур. З 20 червня 1926 по 30 вересня 1928 року - гауляйтер Рура. Був звинувачений в розтраті партійних коштів, а також у незаконному носінні нагород, виключений з НСДАП, але незабаром відновлений. З 15 квітня 1929 по 8 травня 1945 року — гауляйтер Гамбурга. З 14 вересня 1930 року — депутат Рейхстагу. Член СС (квиток № 119 495).
16 травня 1933 року став імперським намісником і головою земельного уряду Гамбурга. З 1 вересня 1940 року — імперський комісар оборони Х-го військового округу. З 30 травня 1942 року — імперський комісар морських перевезень. З 24 серпня 1942 року - імперський комісар оборони Німецької бухти, а з 16 листопада 1942 року — також і Гамбурга.
У квітні 1945 року евакуював Гамбург.
Карл Кауфман був заарештований і інтернований союзниками 4 травня 1945 року. Британська армійська юстиція звинувачувала його в «політичній відповідальнісості» за злочини в концтаборі Ноєнгамме під Гамбургом. Пізніше Кауфман постраждав в автомобільній катастрофі, коли британці повезли його в Нюрнберг свідчити на процесі Міжнародного військового трибуналу. У 1948 році він був засуджений англійським судом на 18 місяців тюремного ув'язнення, але вже 22 квітня 1949 був звільнений за станом здоров'я. Через побоювання, що Кауфман сховається, 3 серпня 1950 року він знову опинився в ув'язненні і знаходився там до 18 листопада 1950 року. На процесі у денацифікації в січні 1951 року його віднесли до III категорії («незначно винний») і засудили до конфіскації майна.
Трохи пізніше Карл Кауфман увійшов в змовницьку неонацистську організацію колишнього статс-секретаря Імперського міністерства народної освіти і пропаганди Вернера Наумана (так званий «Гурток Наумана»), яка намагалася очолити неонацистський рух в ФРН і використовувати структури Вільної демократичної партії Німеччини для проникнення нацистів у законодавчі та виконавчі органи влади ФРН. В ніч з 14 на 15 січня 1953 року Карл Кауфман був заарештований разом з іншими її учасниками британською окупаційною владою. В кінці березня 1953 року його відпустили з британського армійського госпіталю в Ізерлоні.
З 1959 року Кауфман був компаньйоном страхової компанії свого колишнього заступника з економічних питань Отто Вольфа. Крім того, він також був пайовиком хімічної фабрики. До самої своєї смерті в 1969 році проживав в Гамбурзі.

## Нагороди
- Сілезький Орел 2-го ступеня (1921)
- Знак учасника зльоту СА в Брауншвейзі 1931
- Золотий партійний знак НСДАП (1933)
- Почесний кут старих бійців
  - СС (лютий 1934)
  - НСКК (1941)
- Почесний хрест ветерана війни
- Йольський свічник
- Кільце «Мертва голова» (1 грудня 1936)
- Почесна шпага рейхсфюрера СС (1 грудня 1936)
- Золотий почесний знак Гітлер'югенду з дубовим листям
- Медаль «За вислугу років у НСДАП» в бронзі, сріблі та золоті (25 років)
- Хрест Воєнних заслуг 2-го і 1-го класу[3]